# Бртуч
Бртуч (арм. բրդուճ; мотал, Մոթալ, с арм. — «завёрнутый»; упоминается также как бурум, дурум, брдуч, брдудж, бртунч и т. д.) — блюдо армянской кухни, состоящее из тонколистового лаваша или булки с завёрнутой в него начинкой.
Начинка бртуча чаще всего состоит из мяса, сыра, варёных яиц, зелени, салата, различных специй и так далее (обязательные элементы — сыр и зелень). Ингредиенты начинки могут варьироваться, но общими компонентами являются солёный сыр и зелень. Классический бртуч представляет собой тонкую длинную трубку из свёрнутого лаваша с начинкой, которую держат двумя руками и едят с открытого конца. Авторы книги «Армянская пища: Факты, фантазии и фольклор» указывают на сходство армянского бртуча и мексиканского буррито. При этом принципиальное отличие бртуча от буррито (и, тем более, от шаурмы/донера) заключается в том, что для армянского блюда нарезанное мясо не жарится, а запекается в духовке.
История происхождения блюда уходит корнями глубоко в прошлое: по некоторым оценкам, бртуч готовят в Армении вот уже несколько тысячелетий. Прежде всего, это становилось припасом в дорогу, для людей, надолго покидающих дом — охотников, воинов, пастухов и странников. Матери в армянских семьях часто давали бртуч своим детям для быстрого и в то же время сытного перекуса, своего рода фаст-фуд.
Армянские лингвисты производят слово «бртуч» от глагола, означающего «крошить, резать на мелкие кусочки». Ещё одно название бртуча — «бурум» — можно перевести как «в руке» (от арм. բուռ, «бур» — «ладонь»).